# Mikkel Andersson (fodboldspiller)
 Der er flere personer med dette navn, se Mikkel Andersson.
Mikkel Lunde Andersson (født 17. marts 1990 i Gentofte, Danmark ) er dansk fodboldspiller, der spiller for Boldklubben Frem.